# Fresnelove enačbe
Fresnelove enačbe opisujejo obnašanje svetlobe (elektromagnetnega valovanja) na prehodu med dvema snovema z različnima lomnima količnikoma. Enačbe opisujejo amplitudo odbitega in prepuščenega dela elektromagnetnih valov.
Enačbe je vpeljal francoski fizik in izumitelj Augustin-Jean Fresnel (1788–1827).

## Fizikalne osnove
Kadar se svetloba giblje iz sredstva z lomnim količnikom {\displaystyle n_{1}\!} v drugo sredstvo z lomnim količnikom {\displaystyle n_{2}\!}, se del svetlobe odbije, del pa se lomi, in prehaja v drugo sredstvo. Lom svetlobe se izvede po običajnem lomnem zakonu. Koliki del svetlobe se odbije, pove odbojnost oziroma koeficient odbojnosti sredstva (oznaka {\displaystyle R\!}), del, ki pa se prepusti oziroma preide v drugo sredstvo, pa opisuje prepustnost in koeficient prepustnosti (oznaka {\displaystyle T\!}). Velikost obeh koeficientov je odvisna od polarizacije vpadne svetlobe. Koeficienta sta različna za svetlobo, ki je polarizirana v ravnini pravokotni na vpadno ravnino, in za svetlobo, ki je polarizirana v ravnini vzporedni vpadni ravnini.
Koeficient odbojnosti za svetlobo, ki je polarizirana pravokotno na vpadno ravnino, je enak:
{\displaystyle R_{s}=\left({\frac {n_{1}\cos \theta _{i}-n_{2}\cos \theta _{t}}{n_{1}\cos \theta _{i}+n_{2}\cos \theta _{t}}}\right)^{2}=\left[{\frac {n_{1}\cos \theta _{i}-n_{2}{\sqrt {1-\left({\frac {n_{1}}{n_{2}}}\sin \theta _{i}\right)^{2}}}}{n_{1}\cos \theta _{i}+n_{2}{\sqrt {1-\left({\frac {n_{1}}{n_{2}}}\sin \theta _{i}\right)^{2}}}}}\right]^{2}\!\,,}
kjer je:
- {\displaystyle n_{1}\!} lomni količnik prvega sredstva
- {\displaystyle n_{2}\!} lomni količnik drugega sredstva
- {\displaystyle \theta _{i}\!} vpadni kot
- {\displaystyle \theta _{r}\!} odbojni kot
- {\displaystyle \theta _{t}\!} lomni kot

Podobno je koeficient odbojnosti za svetlobo, ki je polarizirana vzporedno z vpadno ravnino:
{\displaystyle R_{p}=\left({\frac {n_{1}\cos \theta _{t}-n_{2}\cos \theta _{i}}{n_{1}\cos \theta _{t}+n_{2}\cos \theta _{i}}}\right)^{2}=\left[{\frac {n_{1}{\sqrt {1-\left({\frac {n_{1}}{n_{2}}}\sin \theta _{i}\right)^{2}}}-n_{2}\cos \theta _{i}}{n_{1}{\sqrt {1-\left({\frac {n_{1}}{n_{2}}}\sin \theta _{i}\right)^{2}}}+n_{2}\cos \theta _{i}}}\right]^{2}\!\,,}
kjer so oznake enake kot za s polarizirano svetlobo (zgoraj).
Različni avtorji navajajo različne obrazce, ki so na prvi pogled drugačni.
Pri tem sta pripadajoča koeficienta prepustnosti določena z {\displaystyle T_{s}=1-R_{s}\!} in {\displaystyle T_{p}=1-R_{p}\!} .
Kadar pa je vpadajoča svetloba nepolarizirana, je koeficient odbojnosti enak {\displaystyle R=(R_{s}+R_{p})/2\!}.
Pri določenem kotu za dani {\displaystyle n_{1}\!} in {\displaystyle n_{2}\!} pade {\displaystyle R_{p}\!} na nič. V tem primeru se p polarizirana svetloba v celoti lomi. Ta kot se imenuje Brewstrov kot. Kadar se svetloba giblje iz optično manj gostega sredstva (lomni količnik {\displaystyle n_{1}\!} ) v bolj gosto sredstvo (lomni količnik {\displaystyle n_{2}\!}) (to pomeni, da je {\displaystyle n_{1}>n_{2}\!}), se nad nekim vpadnim kotom (mejni kot) vsa svetloba odbije ( {\displaystyle R_{s}=R_{p}=1\!} ). Ta pojav se imenuje popolni odboj.

## Uporaba
Fresnelove enačbe se uporabljajo pri izračunu jakosti odbitega signala v:
- optičnem vlaknu,
- merilniku OTDR.